# Grums
Grums est une localité de Suède dans la commune de Grums, dont elle est le chef-lieu, située dans le comté de Värmland.
Sa population était de 5 076 habitants en 2019.